# Lactoria cornuta
El pez cofre cornudo, pez vaca o también llamado anteriormente pez toro (Lactoria cornuta), es una variedad de pez cofre, reconocible por los largos cuernos que sobresalen al frente de su cabeza, como los de una vaca o un toro. Estos peces miden unos 10 cm de largo, aunque pueden llegar hasta los 51 centímetros.
Los adultos son generalmente solitarios y territoriales, viviendo sobre arena o escombros hasta una profundidad de 50m. Son omnívoros: se alimentan de algas bentónicas, algunos microorganismos, y los foraminíferos que filtran de los sedimentos, corales, esponjas, poliquetos de la arena, moluscos, crustáceos pequeños, y peces pequeños, siendo capaz de alimentarse de invertebrados bentónicos al soplar chorros de agua en el sustrato arenoso.

## Hábitat
Principalmente viven en arrecifes de coral en lagunas, sobre pisos de arrecife, y protegidos por ellos mar adentro. Los juveniles se asocian con corales Acropora. El rango de profundidad en el que se encuentran es de 1-45 m, quizá de 100 m.
Viven en la región indo-pacífica: del mar Rojo y África Oriental hacia el este a través de Indonesia a Marquesas; hacia el Norte a Japón meridional.También habita en el Océano Atlántico, entre América Central y América del Sur.

## Fisiología
No se conoce dimorfismo sexual, así que macho y hembra exhiben un color que va del amarillo al bajo verde oliva, que se adorna con puntos blancos o azulados. El apareamiento (inviable en cautividad) sucede momentos antes o después de la puesta del sol. Los huevos y las larvas son pelágicos.
Una distinción de otros peces es la falta de cobertura de agallas, que se sustituye por una pequeña rendija o agujero. Las escamas hexagonales en forma de placa de estos peces están fusionados para formar un caparazón sólido, triangular y en forma de caja, a partir del cual sobresalen las aletas y la cola. Su método único de natación, llamado natación del ostraciforme, los hace mirar como si se estuvieran asomando. Al tener ningún esqueleto pélvico, carecen de aletas pélvicas. Son nadadores tan lentos que el pez cofre cornudo se coge fácilmente a mano, haciendo un ruido el gruñir cuando están capturados. Ésta es la especie de pez cofre más conocida en acuarios domésticos y, dado que se aclimata bastante bien a los acuarios domésticos, se está haciendo cada vez más popular como mascota. 

### Defensa
Si se estresa seriamente, esta especie exuda una toxina mortal, ostracitoxina, un veneno ichthyotóxico, hemolítico, termoestable, no-dializable, sin proteínas en las secreciones mucosas de su piel. Es al parecer única entre los venenos conocidos de los peces; es tóxica para el pez cofre y se asemeja a características de las toxinas de mareas rojas y del pepino del mar. Debido a este factor, deberemos evitar la cohabitación con especies agresivas que le estresen, pues el resultado será la muerte del animal y de los individuos de otras especies que se sitúen próximos cuando esto suceda.
- Datos: Q664165
- Multimedia: Lactoria cornuta / Q664165
- Especies: Lactoria cornuta